# Banzzaï
Banzzaï è una rivista mensile di videogiochi fondata nel maggio 1992.
Essa si occupava dei giochi per console Nintendo, come Nintendo, Super Nintendo e Game Boy. Nel 1995 la rivista si è fusa con il suo equivalente dedicato a Sega, chiamato Supersonic, dando vita a Top Console .